# Philipp Kellner
Philipp Kellner (* 24. August 1997) ist ein österreichischer Ruderer. Er gewann die Bronzemedaille bei den Europameisterschaften 2020 im Leichtgewichts-Doppelvierer.

## Karriere
Sein internationales Debüt feierte er bei den U23-Weltmeisterschaften 2016. Hier belegte er im Leichtgewichts-Doppelvierer zusammen mit Sebastian Kabas, Maximilian Lex und Iurii Suchak den sechsten Platz im B-Finale und damit in der Endabrechnung den 12. Platz. Im September 2017 gewann er bei der U23-Europameisterschaft zusammen mit Sebastian Kabas, Alexander Maderner und Johannes Hafergut die Goldmedaille im Leichtgewichts-Doppelvierer vor den Booten aus Estland und Deutschland.
Nach einer Pause startete er 2019 beim ersten Ruder-Weltcup der Saison in Plowdiw in der offenen Gewichtsklasse im Doppelvierer. Zusammen mit Sebastian Kabas, Bernhard Sieber und Paul Sieber fuhr er auf den fünften Platz. In derselben Besetzung, allerdings wieder im Leichtgewichts-Doppelvierer gingen sie auch bei den Europameisterschaften an den Start, wo es zu Platz vier reichte. Beim zweiten Weltcup der Saison in Posen konnten die vier dann die Silbermedaille hinter dem Boot aus Italien gewinnen. Im August starteten sie dann auch auf den Weltmeisterschaften im eigenen Land, die in Linz/Ottensheim ausgetragen wurden. Hier gelang es ihnen den fünften Platz im A-Finale zu erreichen. Anschließend wechselte er mit Sebastian Kabas in den Leichtgewichts-Doppelzweier. Die beiden gewannen bei der U23-Europameisterschaft die Bronzemedaille hinter den Griechen und Franzosen.
Im österreichischen Leichtgewichts-Doppelvierer nahm er auch an den Europameisterschaften 2020 teil. Mit Alexander Maderner, Lukas Kreitmeier und Sebastian Kabas gewann er die Bronzemedaille hinter den Booten aus Italien und Deutschland.

## Internationale Erfolge
- 2016: 12. Platz U23-Weltmeisterschaften im Leichtgewichts-Doppelvierer
- 2017: Goldmedaille U23-Europameisterschaften im Leichtgewichts-Doppelvierer
- 2019: 4. Platz Europameisterschaften im Leichtgewichts-Doppelvierer
- 2019: 5. Platz Weltmeisterschaften im Leichtgewichts-Doppelvierer
- 2019: Bronzemedaille U23-Europameisterschaften im Leichtgewichts-Doppelzweier
- 2020: Bronzemedaille Europameisterschaften im Leichtgewichts-Doppelvierer